# Cueva del Porquerizo
La cueva del Porquerizo es una cavidad que se halla en Cantabria (España) y que cuenta tanto con restos de ocupación de la época Solutrense como con pinturas de arte rupestre Paleolítico.
Concretamente, se encuentra en la localidad cántabra de Celis, en el municipio de Rionansa. Se accede a ella por un sendero al que se llega desde el casco urbano de dicho pueblo, y tras caminar por una ladera muy pronunciada se abre dicha cueva. Fue descubierta en la década de los setenta del siglo XX por un particular, que encontró restos de fauna y de lítica (sílex, cuarcita y cristal de roca principalmente).
Tras diversos estudios, se dedujo que los restos de ocupación pertenecían a épocas de entre 20.000 y 17.000 años de antigüedad, es decir, de la época Solutrense. También hay algunas pinturas rupestres, como un grupo de manchas puntiformes de color rojo o algunos incisos no muy detallados. Por su contexto y su morfología se han catalogado como estilo III de Leroi-Gourhan.
En la actualidad la Cueva del Porquerizo está cerrada al público, siendo propiedad del Gobierno de Cantabria.
- Datos: Q8464935